# Джугу
Джугу (фр. Djougou) — крупнейший город на северо-западе Бенина. Административный центр департамента Донга. Расположен недалеко от границы с Того, на высоте 430 м над уровнем моря. Важный торговый и транспортный центр.
Городской округ занимает 3966 км² и насчитывает по данным переписи 2002 года 181 895 жителей. По оценочным данным на 2012 год население составляет 237 040 человек. Основная этническая группа — денди; проживают также фульбе, йоруба, бариба и фон. Большая часть населения исповедует ислам, проживает также значительное количество католиков.

## Города-побратимы
- Эврё, Франция

## Известные уроженцы
- Плийа, Жан (1931—2015) — бенинский писатель, поэт, драматург, публицист.